# Deniz Almas
Deniz Almas, né le 17 juillet 1997, est un athlète allemand spécialiste des épreuves de sprint.

## Biographie
Il se classe 5e du relais 4 × 100 m des Jeux olympiques de 2020 à Tokyo.
Il remporte la médaille de bronze du relais 4 × 100 m lors des championnats d'Europe 2024 à Rome, en compagnie de Owen Ansah, Lucas Ansah-Peprah et Kevin Kranz.

## Palmarès
| Date | Compétition                   | Lieu      | Résultat | Epreuve   | Temps   |
| ---- | ----------------------------- | --------- | -------- | --------- | ------- |
| 2016 | Championnats du monde juniors | Bydgoszcz | 3e       | 4 × 100 m | séries  |
| 2017 | Championnats d'Europe espoirs | Bydgoszcz | 1er      | 4 × 100 m | séries  |
| 2019 | Championnats d'Europe espoirs | Gävle     | 1er      | 4 × 100 m | 39 s 22 |
| 2021 | Jeux olympiques               | Tokyo     | 5e       | 4 × 100 m | 38 s 12 |
| 2024 | Championnats d'Europe         | Rome      | 3e       | 4 × 100 m | 38 s 52 |

## Records
| Épreuve | Performance | Lieu     | Date          |
| ------- | ----------- | -------- | ------------- |
| 100 m   | 10 s 08     | Weinheim | 1er août 2020 |